# 海南似鱎
海南似鱎（学名：Toxabramis houdermeri）为輻鰭魚綱鯉形目鯝科似鱎屬的鱼类。分布于越南以及南盤江及其附屬水体、海南岛等，本魚銀白色的身體，在側邊中具有一個深灰色長條，背鰭與尾鰭鰭是彩色的灰色又其他的鰭無色，背鰭硬棘2枚；背鰭軟條7枚；臀鰭硬棘3枚；臀鰭軟條13至15枚，體長可達14.8公分，多栖息于水体中上层。该物种的模式产地在越南。